# Ruth Vulto Gaube
Ruth Vulto Gaube (Düsseldorf (Duitsland), 19 augustus 1960) is een Nederlands-Duitse beeldhouwer gevestigd in Workum, Friesland.

## Loopbaan
In 1988 studeerde Vulto Gaube af aan de Alanus University of Arts and Social Science in Bonn. Het hoofdthema in haar werk is het vertalen van klank naar vorm. Sinds 1987 exposeert zij in binnen- en buitenland. Van 1981 tot 1991 werkte en studeerde zij in Berlijn en Bonn. Sinds 1991 heeft zij haar atelier in Workum, waar zij sinds 1993 ook woont.
In Nederland is zij onder andere werkzaam als docent beeldhouwen aan het Kunstencentrum Atrium in Sneek en is zij docent beeldhouwen en kunstgeschiedenis aan de Kunstacademie Friesland in Leeuwarden. In 2011 ontving zij de 'International Lorenzo Il Magnifico Award for Art and Culture' op de Biënnale van Florence en in 2012 nam zij deel aan de International Sculpture Biennale in Kopenhagen.

## Verzetsmonument Workum
In de Workumer wijk Thomashof staat sinds 2010 het Workumer Verzetsmonument. Dit monument is tussen 2008 en 2010 door Vulto Gaube samen met 250 basisschoolleerlingen van de Workumer basisscholen gemaakt ter nagedachtenis aan de Workumer verzetsstrijders in opdracht van de toenmalige gemeente Nijefurd.

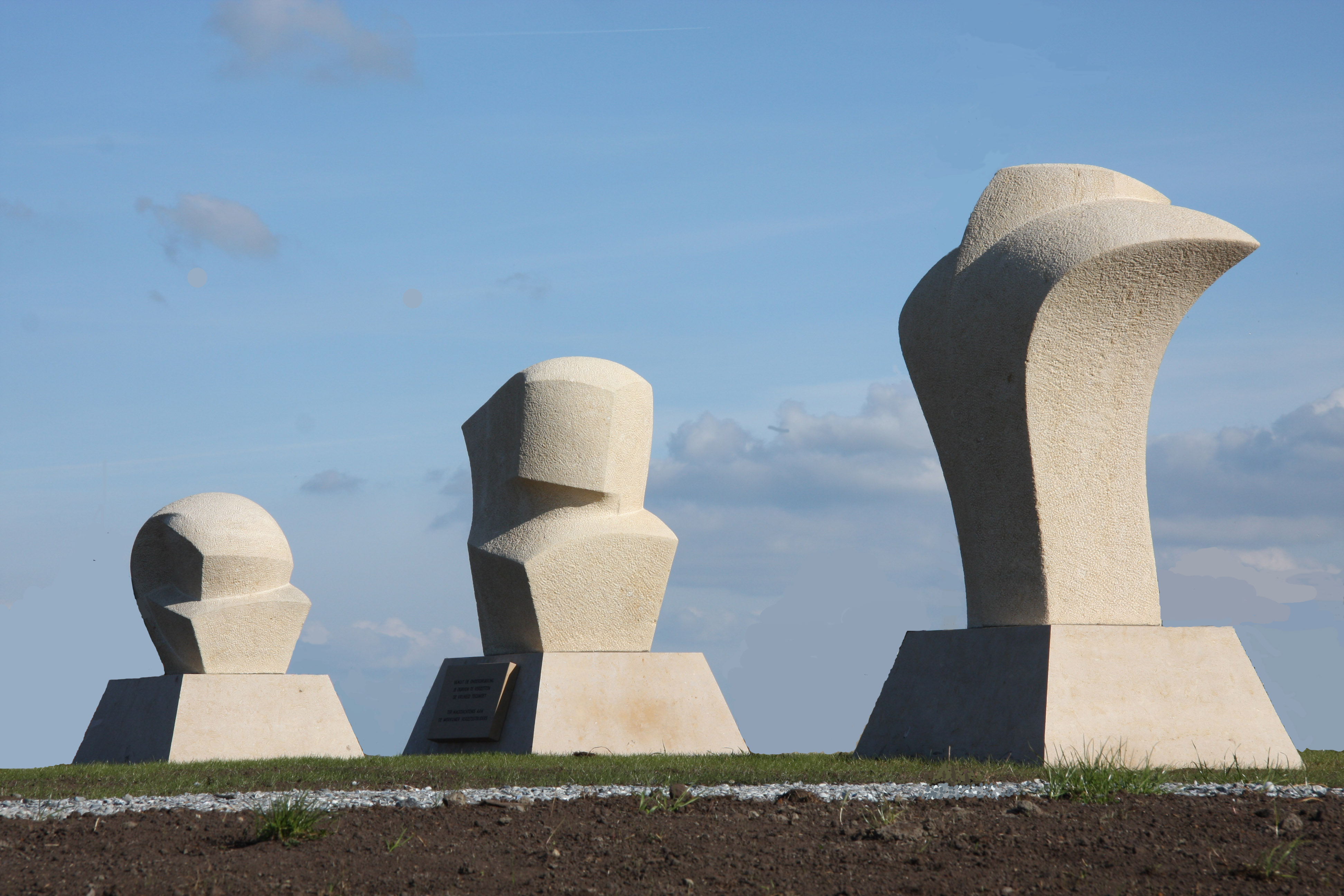
Verzetsmonument Workum

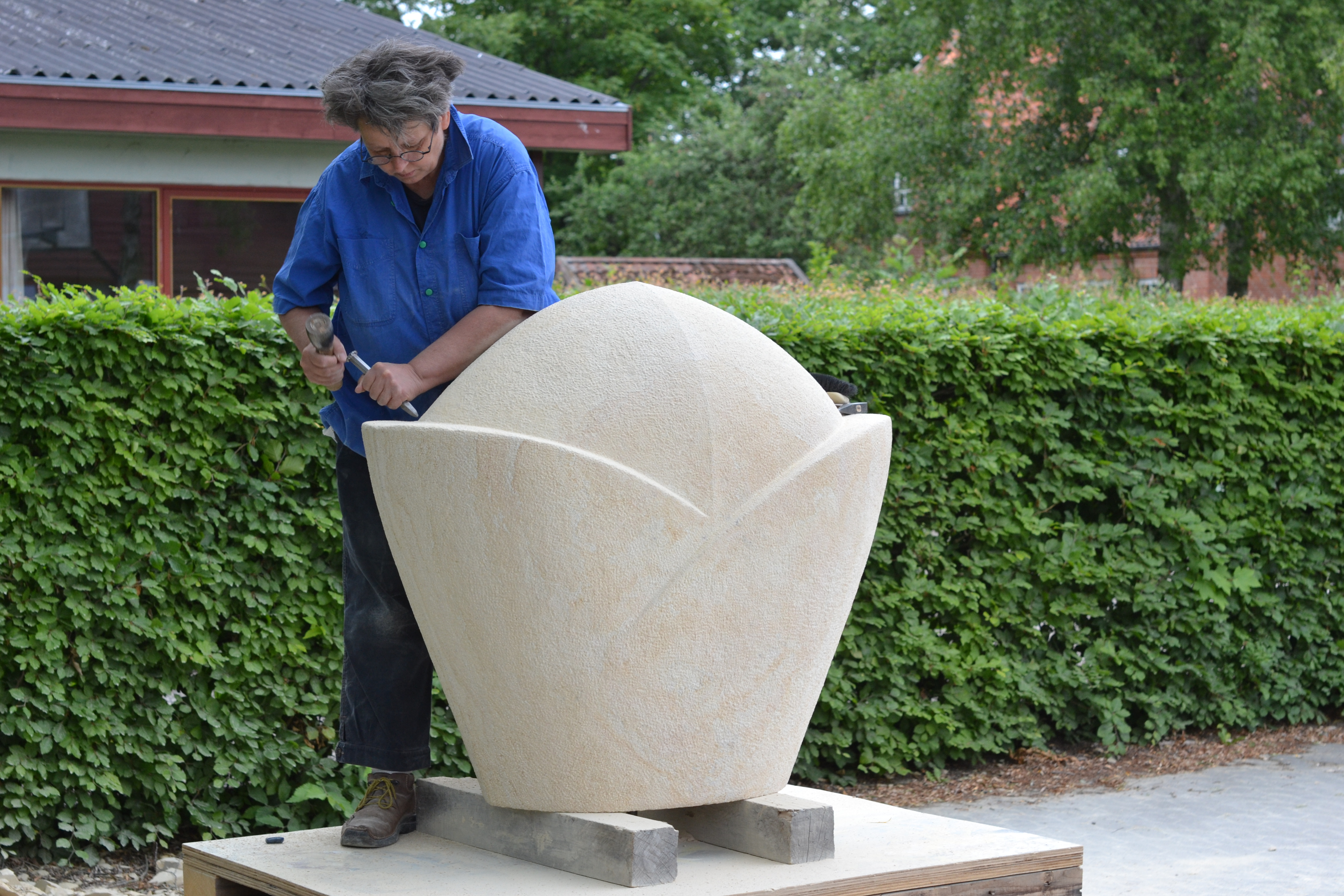
Vulto-Gaube aan het werk